# Władysław Stoma
Władysław Jan Stoma, właśc. Władysław Łuczak (ur. 3 czerwca 1888 w Środzie Wielkopolskiej, zm. 21 listopada 1968 w Puszczykowie) – polski aktor teatralny i filmowy, reżyser, dyrektor Teatru Miejskiego w Bydgoszczy (1927–1938), Teatru Polskiego w Poznaniu i innych scen teatralnych.

## Życiorys
Był synem Franciszka Łuczaka, urzędnika pocztowego i Jadwigi z Łagodzkich. Ukończył gimnazjum w Poznaniu. Aktorstwa uczył się w Klasie Dramatycznej przy Warszawskim Towarzystwie Muzycznym (ok. 1906). Jako aktor zaczął występować pod własnym nazwiskiem w Teatrze Polskim w Łodzi w sezonie 1907/1908. Następnie występował w Warszawie: w Teatrze Małym (1908–1910), Artystycznym (1911) i Zjednoczonym (1911–1912). W latach 1913–1914 grał w Teatrze Wielkim w Lublinie, a następnie w Wilnie.

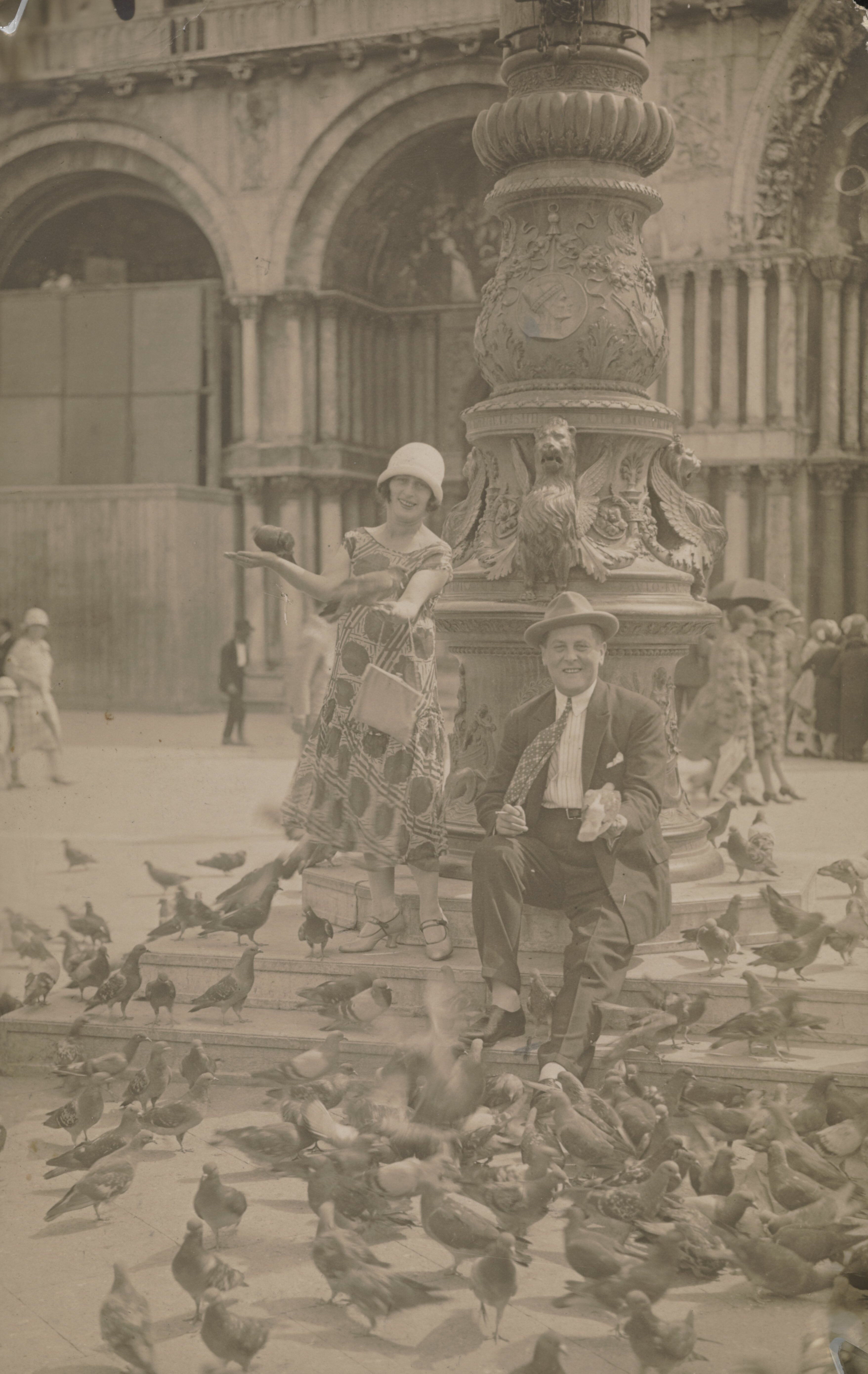
Władysław Stoma w Wenecji, 1905-1939 r.

W okresie I wojny światowej został wcielony do armii niemieckiej i skierowany na front wschodni. Symulując chorobę psychiczną, został odesłany do Poznania pod nadzór policji. W latach 1918–1920 zaangażował się do Objazdowego Teatru Plebiscytowego, kierowanego przez Ludwika Dybizbańskiego, wędrującego po Pomorzu oraz Wielkopolsce. Grał w nim znaczące role i zaczynał reżyserować przedstawienia. W lipcu 1918 zaangażował się do Teatru Polskiego w Poznaniu. Odtąd, pod pseudonimem Stoma, występował tam do końca sezonu 1924/1925.
W 1918 walczył w powstaniu wielkopolskim. W 1919 ożenił się z aktorką Heleną Czechowską.
W sezonie 1925/1926 występował w Teatrze Narodowym w Warszawie, a w roku następnym w warszawskim Teatrze Polskim.
Jesienią 1927 objął dyrekcję Teatru Miejskiego w Bydgoszczy i kierował nim przez jedenaście sezonów (do 1938). Repertuar teatru bydgoskiego za jego dyrekcji był bogaty i różnorodny. Wystawił ponad 370 sztuk. Przeważały dramaty (262), w tym 148 to utwory polskich autorów. Wystawiono również 108 operetek i komedii muzycznych. W miarę możliwości finansowych prowadził działalność objazdową (Toruń, Grudziądz, Inowrocław, Włocławek, Gniezno, Gdańsk). Od sezonu 1935/1936 propagował teatr przez radio. W 1937 zorganizował transmisję przedstawień bezpośrednio ze sceny.
Wykazując inwencję i przedsiębiorczość, prowadził teatr ambitny, a zarazem przynoszący dochody. Organizował specjalne przedstawienia dla młodzieży szkół średnich i powszechnych. Zadbał o wysoką częstotliwość popularnych spektakli muzycznych (opery, operetki, musicale). Zabiegał o wysoki poziom artystyczny zespołu aktorskiego. Na łamach „Dziennika Bydgoskiego” podejmował dyskusje na tematy teatralne, a na początku sezonu przedstawiał swój całoroczny plan repertuarowy. Zapraszał na gościnne występy wybitnych aktorów (Stefan Jaracz, Mieczysław Frenkiel, Ludwik Solski i inni). Za jego dyrekcji bydgoski Teatr Miejski był wielokrotnie remontowany. Wprowadzono w nim wiele nowoczesnych urządzeń, w tym scenę obrotową (jedną z pierwszych w kraju).
Jako reżyser opracował 32 sztuki, w tym większość komedii Aleksandra Fredry. Był także cenionym aktorem o szerokich możliwościach artystycznych. Najlepiej czuł się w klasycznym repertuarze, choć szczególną popularność przyniosły mu role komiczne. Redagował czasopismo „Scena Bydgoska” (1936–1938). W latach 1934–1938 aktywny w bydgoskiej Radzie Artystyczno-Kulturalnej (członek zarządu). Był także członkiem Polskiego Związku Zachodniego i szeregu innych organizacji. W 1938 pod koniec sezonu przeniósł się do Poznania i objął tam dyrekcję Teatru Polskiego.
W okresie II wojny światowej został przez Niemców wysiedlony do Generalnego Gubernatorstwa. Pracował w fabryce obuwia pod Krakowem. Po wojnie wrócił do Poznania i w latach 1945–1947 był dyrektorem Teatru Polskiego. W 1947 reżyserował i grał w Teatrze Nowym. W kolejnych latach pracował w: Teatrze Polskim w Szczecinie (1948), Teatrze im. Jaracza w Olsztynie (1949), Teatrze Polskim w Bielsku-Białej (1949–1951). W 1951 wrócił do Poznania i do przejścia na emeryturę w 1960 występował w Teatrach Dramatycznych. W 1964 wystąpił po raz ostatni jako aktor w przedstawieniu Grube ryby w poznańskim Teatrze Polskim.
Zmarł 21 listopada 1968 i pochowany został na cmentarzu rzymskokatolickim w Puszczykowie.

## Filmografia
- 1961 – Ludzie z pociągu jako staruszek
- 1964 – Późne popołudnie jako staruszek w kinie

## Ordery i odznaczenia
- Krzyż Kawalerski Orderu Odrodzenia Polski (1958)
- Złoty Krzyż Zasługi (dwukrotnie: 11 listopada 1937[1], 3 lutego 1947[2])
- Srebrny Wawrzyn Akademicki (5 listopada 1938)[3]